# Petr Maděra
Petr Maděra (* 1970 in Ostrov nad Ohří) ist ein tschechischer Autor.

## Leben
Petr Maděra studierte Landschaftsbau und andere Fächer an der Tschechischen Agraruniversität in Prag. Er übte verschiedene Berufe aus, zurzeit arbeitet er als Fachredakteur von Publikationen
über Geowissenschaften. Eine Zeit lang arbeitete er als Redakteur bei der Literaturzeitschrift Weles. 

## Werke
Veröffentlichte Gedichtsammlungen
- 1997: Blutstein (Krevel)
- 2001: Kammerbühl (Komorní hůrka, nominiert für den Magnesia Litera Preis)
- 2008: Houbeles pictus (ein gereimter Pilzatlas für Kinder, nominiert für den Zlatá stuha Preis)

Roman
- 2007: Schwarz-Weiß-Lippen (Černobílé rty)

Tschechisch-Deutsche Anthologie
- 2014: Über den Dächern das Licht (Nad střechami světlo) – in diesem ein längeres Gedicht „Hilda läuft“ (in Gedenken an meine Großmutter)